# Richelle Anita Soppi Mbella
Pour les articles homonymes, voir Mbella.
Richelle Anita Soppi Mbella, née le 4 janvier 1990, est une judokate camerounaise.

## Biographie

### Carrière
En 2018, Richelle Anita Soppi Mbella est cinquième lors de l'open class femmes aux championnats d'Afrique en Tunisie.
En 2023, Richelle Anita est médaillée d'argent dans la catégorie des plus de 78 kg aux championnats d'Afrique à Casablanca.
En 2024, elle remporte la médaille de bronze par équipe mixte aux Jeux africains puis la médaille d'or dans la catégorie des plus de 78 kg aux championnats d'Afrique au Caire, en battant la Sénégalaise Georgette Sagna. Elle permet ainsi au Cameroun d'occuper la sixième place lors de ces 45e championnats africains.
La même année, elle remporte la médaille d'or à l'Africa Open de Luanda, à l'Africa Open de Marrakech ainsi qu'à l'Africa Open d'Abidjan, toujours dans la catégorie des plus de 78 kg.
Elle est nommée porte-drapeau de la délégation du Cameroun aux Jeux olympiques d'été de 2024 à Paris avec l'athlète Emmanuel Eseme.